# Jean Henri Hottinger
Pour les articles homonymes, voir Hottinger.
Jean Henri Hottinger ou Johann Heinrich Hottinger en allemand, né le 10 mars 1620 à Zurich et mort dans la même ville le 5 juin 1667, est un philologue et théologien suisse.

## Biographie
Hottinger étudie les langues orientales et la théologie à Zurich, Genève, Groningue et Leyde. Il suit les cours de Jacob Alting à Groningue, ceux de son maître et protecteur Jacob Golius à Leyde. Après avoir voyagé en Angleterre et en France, il devient professeur d'histoire de l'Église à Zurich en 1642, de théologie et de langues orientales en 1648 et professeur ordinaire de rhétorique et de logique en 1653.
Deux ans plus tard, il répond à un appel du prince électeur Charles Ier Louis du Palatinat en tant que professeur d'Ancien Testament et d'hébreu à Heidelberg. En tant que recteur, il renouvelle le Collegium Sapientiae de Heidelberg, mais retourne à Zurich en 1661, à la demande du Conseil de Zurich, et y obtient la dignité de recteur permanent du Collegium Carolinum.
En 1664, il voyage en tant qu'ambassadeur de Zurich auprès des princes protestants du Saint-Empire romain germanique et aux Provinces-Unies.
Alors qu'il s'apprête à répondre à un appel à l'université de Leyde, il se noie le 5 juin 1667 dans la Limmat en se rendant à son domaine d'Unterengstringen en portant secours à des voyageurs avec trois de ses enfants, près de l'actuel pont Kornhaus. Cet accident retentissant, rappelé dans nombre de lamentations et des estampes, fut causé par un pieu dissimulé par la crue, sur lequel s'échoua la barque utilisée pour le transport.
Parmi ses enfants, l'un des plus connus est le théologien Johann Jakob Hottinger (1652-1735), mais on connaît également l'hébraïsant Johann Heinrich Hottinger (1647-1692), le médecin et physicien Salomon Hottinger (1649-1713) et le médecin et numismate Johann Konrad Hottinger (1655-1730).

## Œuvres
« Auteur de grammaires et de vocabulaires, il fut l'un des fondateurs de la philologie orientale, et le principal orientaliste suisse du XVIIe siècle ».
Hottinger, déjà considéré à l'époque comme l'un des principaux représentants de l'érudition réformée zurichoise, publie de nombreux ouvrages sur l'histoire de la Réforme et de l’Église zurichoise et européenne, sur l'histoire de l’État et de la ville de Zurich et sur des questions théologiques controversées. Dans le domaine de l'orientalisme, il rédige des traités sur les langues sémitiques, l'histoire et l'antiquité orientales ainsi que des grammaires. Ses vastes connaissances se reflètent dans les nombreux catalogues et bibliographies, notamment sur la littérature arabe de la bibliothèque universitaire de Leyde et sur les fonds de la bibliothèque de Zurich.
Parmi ses publications, on peut citer :
- Historia ecclesiastica (1651-1667, 9 vol.)
- Historia orientalis (Zurich 1651 et 1660, doi:10.3931/e-rara-10820). Cet ouvrage étudie en détail la vie du Prophète Mahomet et raccorde les origines de l’islam avec le judaïsme, le christianisme ancien et le paganisme antique[5]
- Thesaurus philologicus, Clavis scripturae (Zurich 1649, 3e éd. 1669). doi:10.3931/e-rara-9903
- Etymologicon orientale, sive Lexicon harmonicum heptaglotton (Heidelberg 1661) : dictionnaire heptalingue qui réunit sept langues autour des mêmes racines sémitiques : hébreu, chaldéen, syriaque, arabe, samaritain, éthiopien, et dialecte talmudico-rabbinique...
- Speculum Helvetico-Tigurinum pentágōnon, quo, breviter & succincte, de Helvetiorum, Tigurinorum cumprimis, agitur statu... (Zurich 1665). doi:10.3931/e-rara-9883
- Johann Heinrich Hottinger : Livre de famille (=Album amicorum). Zurich etc., 1638-1654, Zentralbibliothek Zürich, Handschriften, Ms D 207 ac. doi:10.7891/e-manuscripta-53861

Outre ses publications imprimées, il laisse le Thesaurus Hottingeranus, aujourd'hui conservé à la Bibliothèque centrale de Zurich et toujours inexploité, une importante collection d'écrits et de documents, pour la plupart inédits, sur l'histoire de l’Église des XVIe et XVIIe siècles. Elle comprend 52 volumes de correspondance avec Martin Luther, Philipp Melanchthon, Érasme de Rotterdam, Ulrich Zwingli, Rudolf Gwalther, Heinrich Bullinger, Konrad Pellikan, Theodor Zwinger, Théodore de Bèze, Josias Simmler, Aegidius Tschudi, Johann Jakob Breitinger, ainsi que l'importante correspondance personnelle de Hottinger avec d'éminents savants suisses et européens.

## Publications
- (la) Historia ecclesiastica, 9 vols., 1651–1667
- (la) Historia orientalis, Zurich, 1651 [lire en ligne]
- (la) Thesaurus philologicus, Clavis scripturae, Zurich, 1649 (3e édition en 1669) [lire en ligne]
- (la) Etymologicon orientale, sive Lexicon harmonicum heptaglotton, Heidelberg, 1661